# Daia
Daia is een Roemeense gemeente in het district Giurgiu.
Daia telt 2814 inwoners.